# ČZ vz. 30
Das ČZ vz. 30 (tschechisch Kulomet vz. 30) war ein schweres tschechisches Maschinengewehr im Kaliber 7,92 × 57 mm. Es wurde als Flugzeug-Bordmaschinengewehr entworfen und später auch in anderen Rollen eingesetzt.

## Entwicklung
In der zweiten Hälfte der 1920er-Jahre entwickelte die tschechische Waffenfabrik Prag auf Grundlage des Vickers- und des Lewis-MGs ein synchronisiertes Flugzeug-MG mit Gurtzuführung, das als Bordwaffe künftiger Jagdflugzeuge dienen sollte. Dieses MG erhielt die Bezeichnung ČZ 1928. Die Zubringereinrichtung war so konstruiert, dass sie gegen ein Tellermagazin ausgetauscht werden konnte, wodurch das MG auch als Beobachter-/Abwehr-MG verwendet werden konnte. Für die Zweitverwendung als Infanterie-MG wurde ein Zweibein und eine Schulterstütze entworfen. Die Waffe wurde im Zweigbetrieb Strakonice weiter verbessert und schließlich als Kulomet vz. 30 in die Ausrüstung der tschechoslowakischen Streitkräfte eingeführt.

## Beschreibung
Das vz. 30 war ein luftgekühlter, zuschießender Rückstoßlader mit kurz zurückgleitendem Lauf und Kniegelenkverschluss. Der Lauf war von einem geschlitzten Laufmantel umgeben, an dem sich auch das Korn bzw. das Fliegervisier befand. Die Waffe verfügte – je nach Ausführung – über einen Pistolengriff, ein Zweibein sowie unterschiedliche Schulterstützen. Die Munitionszufuhr erfolgte entweder von rechts mit Metallzerfallgurten oder von oben über ein dem Lewis-MG entlehntes Tellermagazin. Das Zweibein war am Systemkasten befestigt.

## Varianten
Außer in Strakonice wurde das MG später auch in Uherský Brod hergestellt. Es diente als Bordwaffe zahlreicher tschechoslowakischer Flugzeuge, u. a. der Aero A.100/A.101, Avia B-35, Avia B-71 und Avia B-135. Als Abwehr-MG wurde es in Doppellafettierung mit Tellermagazin eingesetzt, während nach vorn schießende Waffen über Gurtzufuhr verfügten.
Nach der Besetzung der Rest-Tschechei durch Hitlerdeutschland lief die Produktion weiter, allerdings nicht mehr als Bord-MG, sondern als Infanterie- bzw. Flugabwehrwaffe mit der Beutewaffenbezeichnung MG 30(t).

## Einsatzstaaten
- Tschechoslowakei
- Deutsches Reich (MG 30(t))
- Estland
- Griechenland
- Iran (als Panzer-Bordwaffe)